# يوهان جورج كيرنر
يوهان جورج كيرنر (بالألمانية: Johann Georg Kerner)‏ هو صحفي ودبلوماسي وطبيب ألماني، ولد في 9 أبريل 1770 في لودفيغسبورغ في ألمانيا، وتوفي في 7 أبريل 1812 في هامبورغ في ألمانيا.